# Ooredoo
Ooredoo QSC（阿拉伯语：‎）是一家国际电信公司，总部位於卡塔尔多哈，公司成立於1987年。Ooredoo提供移动、无线、有线和内容服务，在卡塔爾国内和国际电信市场、企业（公司和个人）和家庭市场占有一定的市场份额。截至2018年，全球用户超过1.15亿。